# Людовик II Анжуйский
Людовик II Анжуйский (фр. Louis II d'Anjou; 5 октября 1377 — 29 апреля 1417) — герцог Анжу, граф Мэна и Прованса, титулярный король Неаполя, сын Людовика I Анжуйского и Марии де Блуа-Шатильон. После смерти отца унаследовал герцогство Анжу и графство Мэн во Франции, фактически независимый Прованс и претензии на корону Неаполя.

## Биография
В 1389 году авиньонский антипапа Климент VII даровал Людовику инвеституру на Неаполь, так как царствовавший в Неаполе король Владислав был отлучён этим антипапой в 1386 году. В 1390 году Людовик II и его мать сумели с помощью наёмной армии захватить Неаполь, а король Владислав и его мать-регентша Маргарита Дураццо бежали в Гаэту. Короли-соперники имели примерно равные силы, поэтому война между ними растянулась на 10 лет. В 1399 году Владислав, выгодно женившийся, сумел на средства от приданого собрать значительную армию и выбить Людовика из Неаполя.
Последующие 10 лет Людовик жил во Франции, принимая участие на стороне арманьяков в перипетиях междоусобной войны арманьяков и бургиньонов в царствование Карла VI.
В 1409 году Людовик по призыву пизанского антипапы Александра V освободил Рим от оккупировавшего «вечный город» Владислава. Совместно с преемником Александра V антипапой Иоанном XXIII Людовик вторгся в пределы Неаполитанского королевства и разгромил Владислава в битве при Роккасекке в 1411 году. В последующие годы Людовик и Иоанн XXIII растеряли симпатии неаполитанской знати и были вынуждены отступить.
В ходе Арагонского междуцарствия 1410—1412 годов являлся одним из претендентов на престол, но в итоге уступил Фердинанду I.

## Семья
Людовик II был женат на Иоланде Арагонской (1384—1443), сыгравшей значительную роль во французской истории при Карле VII. Их сыновья Людовик III (1403—1434), Рене Добрый (1409—1480) последовательно унаследовали Анжу, Прованс и претензии на Неаполь. Третий сын Карл Мэнский (1414—1472) играл значительную роль при дворе своего зятя Карла VII женатого на его сестре Марии, а его сын Карл IV Мэнский (1436—1481) завершает историю анжуйской ветви Валуа. Дочь Людовика II Мария Анжуйская (1404—1463) вышла замуж за Карла VII. Ещё одна дочь Иоланда (1412—1440) — жена Франциска I (1414—1450), герцога Бретонского (1442—1450).
Жена Иоланда Арагонская (1384—1443) их дети:
1. Людовик III (1403—1434)
2. Мария Анжуйская (1404—1463) вышла замуж за Карла VII
3. Рене Добрый (1409—1480)
4. Иоланда (1412—1440) — жена Франциска I (1414—1450), герцога Бретонского (1442—1450)
5. Карл Мэнский (1414—1472)